# Ковалик Надія Йосипівна
Ковалик Надія Йосипівна (нар. 14 січня 1959, Львів, УРСР) — український прозаїк, драматург, член Національної спілки письменників України (з 1981). Лауреат літературних нагород, зокрема премії імені Павла Усенка (1987), премії імені Івана Котляревського (1998), премії імені Богдана Романицького (2004), премії імені Ірини Вільде (2009).

## Біографічні відомості
У 1983 році закінчила Дрогобицький педагогічний інститут. Учителювала. З 1993 року — на творчій роботі.
Автор збірки новел «Листопадовий сніг» (1980), «Зими не буде» (1983), «А ти мені люба…» (1988), «Зміщення земної осі» (1995), «Золотий день тижня» (1997), «На сходах» (2002), «Відпусти мене» (2006), «Як я його згубила» (2009), «Любаска мого чоловіка» (2012); п'єс «Се ля ві…» (1997), «Тріумфальна жінка» (2000), «Неаполь — місто попелюшок» (2002), «Хочу до мами» (2004), повісті «Більше в ці двері не увійти…».
У творах Надія Йосипівна майстерно відтворює життєві драми героїв, незалежно від соціального середовища. Більшість п'єс драматурга поставлено у Національному українському театрі імені Марії Заньковецької та Волинському музично-драматичному театрі імені Тараса Шевченка.